# بيتر ليهي
بيتر ليهي (بالإنجليزية: Peter Francis Leahy)‏ هو ضابط أسترالي، ولد في 30 أكتوبر 1952 في ملبورن في أستراليا.